# Manuel Gago García
Manuel Gago García (Valladolid, 7 de marzo de 1925 - Valencia, 29 de diciembre de 1980) fue un prolífico historietista español, uno de los más importantes de la Escuela Valenciana de cómic. Es el creador de El Guerrero del Antifaz, entre otras muchas series, y fundador de las editoriales Garga y Maga, ambas anagramas de su nombre.

## Biografía

### Inicios
Manuel Gago nació en 1925 en Valladolid, pero pasó su infancia entre Madrid y Albacete, ciudad en la que su padre, antiguo comandante republicano, cumplía condena por motivos políticos. De formación autodidacta, envía a partir de 1942 sus primeras historietas a Hispano Americana (El Espíritu de la Selva) y Marco (Viriato) desde el mismo sanatorio donde convalece de una tuberculosis. También había comenzado a trabajar para Editorial Valenciana con diversos episodios sueltos, a los que seguirían al año siguiente las series Niño Gonzalo y Richard y Bakutu.
En 1944 publicó, también para Valenciana, la primera historieta del personaje que le daría la fama, El Guerrero del Antifaz, serie de aventuras ambientada en la España de los Reyes Católicos e inspirada en una novela de Rafael Pérez y Pérez. Los guiones de El Guerrero del Antifaz fueron realizados por el propio Gago, su hermano Pablo y Pedro Quesada. La serie tuvo pronto un gran éxito y se publicó ininterrumpidamente, en cuadernos independientes, hasta 1966, llegando a alcanzar tiradas de 200.000 ejemplares.
Al tiempo que desarrollaba las aventuras de El Guerrero del Antifaz, Gago creó nuevos tebeos, como Tonín el huerfanito y Alberto España, ambos de 1944, La pandilla de los siete (1945) y El Pequeño Luchador (1945 - 1956). Este último, ambientado en el Lejano Oeste, tuvo también un gran éxito. Presenta también en la editorial a los albaceteños Luis Bermejo y Miguel Quesada.

### Madurez (1946-66)
En 1946 Gago se trasladó definitivamente a Valencia, donde realiza la serie El Temerario para la revista homónima de Editorial Valenciana, que el crítico Pedro Porcel Torrens considera ya una obra de madurez. Un año después, publicará brevemente El Espadachín de Hierro (1947) en Toray, junto a Antonio Ayné Arnau, antes de acceder a trabajar exclusivamente para Editorial Valenciana.
En 1948 se casó con Teresa Quesada, hermana de Miguel y Pedro.
Otra serie de éxito que produjo por esas fechas es Purk, el hombre de piedra (1950-1957), ambientada en la prehistoria, con guiones de su hermano, Pablo Gago. En ella su fantasía, cada vez más desbordada, producía seres como hombres-rinoceronte y otros.
En 1950, tras haber conseguido unas nuevas condiciones laborales que le permiten simultanear otras editoriales, Manuel Gago creó una empresa propia con sus hermanos Pablo y Luis: la efímera Editorial Garga, para la que realizó cuatro tebeos de aventuras: El Misterioso X, El rey del Oeste, El Libertador y El Hijo de las Galeras. Tras el fracaso del proyecto, inició con su padre la Editorial Maga, en la que trabajarían, además de él mismo, dibujantes como José Ortiz, Luis Bermejo, Pedro Quesada o Eustaquio Segrelles, entre muchos otros.
El ritmo de trabajo que se imponía bien puede calificarse de frenético, pues llegó a dibujar cinco series a la semana. Para Maga, realizó 22 aventuras, entre las que destacan El As de Espadas, El Defensor de la Cruz, El Corsario sin Rostro, Piel de Lobo y El Aguilucho; al mismo tiempo, además de El Guerrero del Antifaz, desarrollaba otras series para Editorial Valenciana, como El guerrillero audaz (1962), e incluso trabajó para Bruguera, con El mosquetero azul (1962), escrita por Francisco González Ledesma.

### Últimos años (1973-)
En 1966 optó por retirarse del mundo del tebeo, con más de 27.000 páginas dibujadas a sus espaldas; sin embargo, a partir de 1973 volvió a colaborar con Editorial Valenciana, y, en 1978, a causa del éxito de una reedición de las historietas del personaje, comenzó a publicar las Nuevas Aventuras del Guerrero del Antifaz, en formato vertical y en color, de las que llegaron a aparecer 110 números, quedando inconclusas por su fallecimiento el 29 de diciembre de 1980.
Tras el fallecimiento de Manuel Gago, su personaje fue registrado en la Oficina Española de Patentes y Marcas, pero el 8 de noviembre de 2005, el Juzgado de Primera Instancia n.º 17 de Valencia, anuló tal inscripción, reconociendo la autoría a Manuel Gago, aunque sin conceder una indemnización a sus herederos.

## Estilo, valoración y homenajes
Manuel Gago es una de las figuras más importantes de la Edad de Oro del cómic valenciano, a causa del éxito de sus obras y su influencia en autores coetáneos, como Luis Bermejo, José Ortiz o Miguel Quesada.
El crítico Pedro Porcel Torrens justifica el éxito del autor:

Gago entiende la historieta como un lenguaje mediante el cual el creador arrebata al lector de su entorno cotidiano para llevarlo a su terreno, desinteresándose de cualquier afán de perfeccionismo que pueda distraer al público de su función principal: la de vivir, la de sentir lo que nos está narrando, independientemente de que el guion pueda resultar más o menos primario. Instintiva y sabiamente maneja un código de signos que le conducen a su propósito con una aparente facilidad que sin embargo casi nadie ha conseguido igualar.

No puede dejar de mencionar, sin embargo, el descuido de su dibujo, evidente en la pobreza de decorados e iconografía, la cual atribuye a la sobreexplotación de que fue objeto por parte de la industria.
El autor cuenta con una calle en la ciudad de Valencia.

## Obra
Siguiendo al investigador Jesús Cuadrado, podemos distinguir las siguientes series y seriales:
| Años | Título                                            | Guionista                              | Tipo                      | Publicación                       | Género                              |
| ---- | ------------------------------------------------- | -------------------------------------- | ------------------------- | --------------------------------- | ----------------------------------- |
| 1940 | Selección Aventurera                              |                                        | Serial                    | Valenciana                        |                                     |
| 1944 | El Espíritu de la Selva                           |                                        | Serial                    | Hispano Americana                 |                                     |
| 1943 | Carlos Ray, Corazón de Acero                      |                                        | Serial                    | Valenciana                        |                                     |
| 1943 |                                                   |                                        | Serial                    | "Grandes Películas" (Valenciana)  |                                     |
| 1943 | El Niño Gonzalo                                   |                                        | Serial                    | Valenciana                        |                                     |
| 1943 | Aventuras de Richard y Bakutu                     |                                        | Serial                    | Valenciana                        |                                     |
| 1944 | El Guerrero del Antifaz                           | Manuel Gago, Pedro Quesada             | Serial                    | Valenciana                        | Histórico                           |
| 1944 | El As del Trapecio/Alberto España y su perro Nick |                                        | Serial                    | Valenciana                        |                                     |
| 1943 | Tonín, el Huerfanito                              |                                        | Serial                    | Valenciana                        |                                     |
| 1945 | El Pequeño Luchador                               | Manuel Gago, Pedro Quesada             | Serial                    | Valenciana                        | Oesteada                            |
| 1945 | El Paso de las Termópilas                         | Kali                                   | Serie                     | "Flechas y Pelayos"               | Histórico                           |
| 1945 | El pequeño enmascarado/La pandilla de los siete   | Pedro Quesada                          | Serial                    | Valenciana                        |                                     |
| 1945 | Aventuras de Bob Tayler, el Justiciero            |                                        | Serial                    | Valenciana                        |                                     |
| 1947 | El Espadachín de Hierro                           | Manuel Gago, Ayné Arnau                | Serial                    | Toray                             |                                     |
| 1948 | El Capitán León                                   |                                        | Serial                    | Marco                             |                                     |
| 1949 | Purk, el hombre de piedra                         | Pablo Gago                             | Serial                    | Valenciana                        | Fantástico                          |
| 1949 | El Temerario                                      |                                        | Serie                     | "El Temerario"                    | Oesteada                            |
| 1949 | La reina que no quiso morir                       |                                        | Serie                     | "Chicos" (1.ª época)              |                                     |
| 1950 | El Misterioso X                                   | Pablo Gago                             | Serial                    | Garga                             |                                     |
| 1950 | El Rey del Oeste                                  | Pablo Gago                             | Serial                    | Garga                             |                                     |
| 1950 | El Libertador                                     |                                        | Serial                    | Garga                             |                                     |
| 1950 | El Hijo de las Galeras                            | Pablo Gago                             | Serial                    | Garga                             |                                     |
| 1951 | El Terrestre Invencible                           |                                        | Serie                     | "S.O.S." (1.ª época, Valenciana)  |                                     |
| 1951 |                                                   | Pablo Gago                             | Historieta autoconclusiva | Leyenda y fantasía (Maga)         | Fantástico, variante tebeo de hadas |
| 1951 | El Pistolero Justiciero                           | Pedro Quesada                          | Serial                    | Maga                              |                                     |
| 1951 | Tony y Anita                                      | Pedro Quesada                          | Serial                    | Maga                              |                                     |
| 1952 | El Espadachín Enmascarado                         | Manuel Gago, Pablo Gago, Pedro Quesada | Serial                    | Valenciana                        |                                     |
| 1953 | El Caudillo Justiciero                            |                                        | Serie                     | "Jaimito" (1.ª época, Valenciana) |                                     |
| 1954 | El As de Espadas                                  | Federico Amorós                        | Serial                    | Maga                              |                                     |
| 1955 | El Capitán España                                 | Manuel Gago, Pablo Gago                | Serial                    | Maga                              |                                     |
| 1955 | El Hijo de la Jungla                              | Pablo Gago                             | Serial                    | Maga                              |                                     |
| 1955 | Don Pedro Conde                                   | Manuel Gago, Pablo Gago                | Serial                    | Maga                              |                                     |
| 1956 | El Defensor de la Cruz                            | Pablo Gago, Pedro Quesada              | Serial                    | Maga                              |                                     |
| 1957 | El Club de los Cinco                              | Manuel Gago, Pablo Gago                | Serial                    | Maga                              |                                     |
| 1957 | El Capitán Valiente                               | Pedro Quesada                          | Serial                    | Maga                              |                                     |
| 1957 | Puño de Hierro                                    | Pedro Quesada                          | Serial                    | Maga                              |                                     |
| 1957 | El Paladín Audaz                                  | Manuel Gago, Pablo Gago                | Serial                    | Maga                              |                                     |
| 1958 | Marcos                                            | Pedro Quesada                          | Serial                    | Maga                              | Ciencia ficción                     |
| 1958 | El Duque Negro                                    | Pedro Quesada                          | Serial                    | Maga                              | Histórico                           |
| 1958 | Jungla                                            | Pedro Quesada                          | Serial                    | Maga                              |                                     |
| 1959 | Aguilucho, El                                     | Pedro Quesada                          | Serial                    | Maga                              | Ciencia ficción                     |
| 1959 | Piel de Lobo                                      | Antonio de Laiglesia                   | Serial                    | Maga                              | Fantástico                          |
| 1959 | El Corsario sin Rostro                            | Manuel Gago, Federico Amorós           | Serial                    | Maga                              | Histórico, variante piratas         |
| 1960 | Jim Alegrías                                      | Pedro Quesada                          | Serial                    | Maga                              |                                     |
| 1961 | El Patriota                                       | Pedro Quesada                          | Serial                    | Valenciana                        |                                     |
| 1961 | Hombres Heroicos                                  | Pedro Quesada                          | Serial                    | Maga                              |                                     |
| 1961 | El Cruzado Negro                                  | Manuel Gago, ¿Federico Amorós?         | Serial                    | Maga                              |                                     |
| 1962 | El Gran Bush                                      |                                        | Serial                    | Maga                              |                                     |
| 1962 | Castor                                            |                                        | Serial                    | Maga                              |                                     |
| 1962 | El mosquetero azul                                | Silver Kane, C. Lotti                  | Serial                    | Bruguera                          | Histórico                           |
| 1962 | El Guerrillero Audaz                              | Pedro Quesada                          | Serial                    | Valenciana                        |                                     |
| 1963 | Espíritu del Oeste                                | Pedro Quesada                          | Serial                    | Maga                              |                                     |
| 1963 | El Terremoto Marino                               |                                        | Serial                    | Maga                              |                                     |
| 1964 | El Caballero Valor                                |                                        | Serie                     | "Pantera Negra"                   |                                     |
| 1964 | La Cuadrilla Terremoto                            |                                        | Serie                     | "Flecha Roja"                     |                                     |
| 1964 | Mi tío y yo                                       | Pablo Gago                             | Serial                    | Maga                              |                                     |
| 1966 | El Acróbata Terremoto                             | Manuel Gago                            | Serial                    | Maga                              |                                     |
| 1966 | El Halcón Alegre                                  | Manuel Gago                            | Serial                    | Gogar                             |                                     |
| 1966 | Jimmy, reportero gráfico                          |                                        | Serial                    | Gogar                             |                                     |
| 1966 | Cameron Kid                                       |                                        | Serial                    | Gogar                             |                                     |
| 1973 | Matt West, el Justiciero                          |                                        | Serie                     | "Jaimito" (Valenciana)            |                                     |
| 1979 | Nuevas Aventuras de El Guerrero del Antifaz       |                                        | Serial                    | Valenciana                        |                                     |